# 等持院

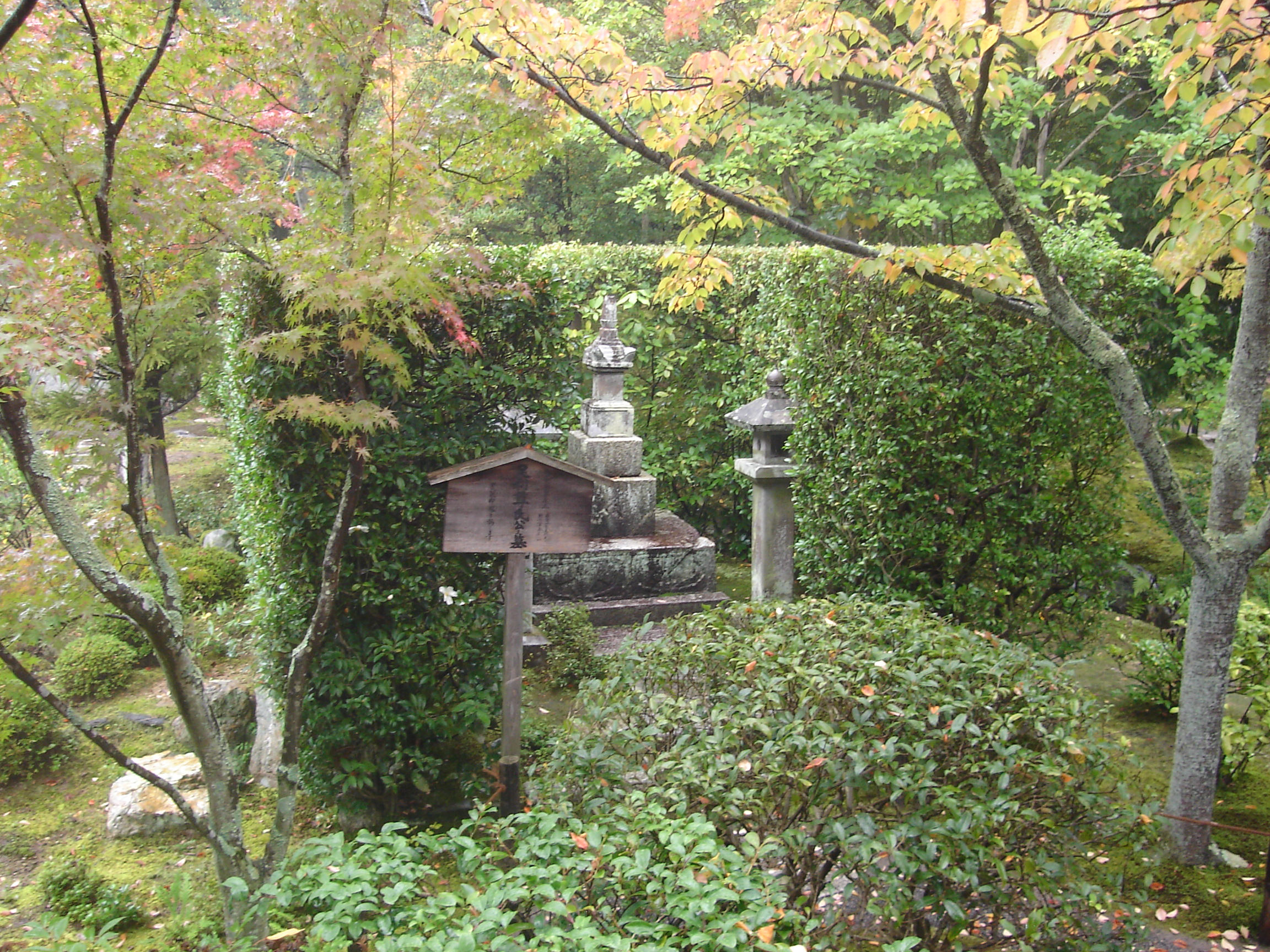
足利尊氏の墓

等持院（とうじいん）は、京都市北区等持院北町にある臨済宗天龍寺派の寺院。山号は萬年山。本尊は釈迦牟尼仏。足利氏の菩提寺であり、足利尊氏の墓所としても知られる。

## 歴史
足利尊氏は暦応4年（1341年）に現在の京都市中京区柳馬場御池付近に等持寺を建立し、その2年後の康永2年（1343年）、現在の京都市北区等持院北町に夢窓疎石を開山として別院北等持寺を建立したとされている。ところが、柳馬場にあったとされる等持寺建立に関する異説として暦応元年（1338年）頃に尊氏の弟である足利直義が古先印元を開山として建立したとする説が出されている。これは、南北朝時代の公家の日記である『師守記』（暦応2年9月1日条）には武衛（左兵衛督＝足利直義）が三条坊門殿の等持院で父足利貞氏追善の法華八講を主催したことが記されていることによる。ここに登場する等持院は後の等持寺のことで、その隣地には直義の三条坊門殿があり、等持院も元は直義が一門のために建てた持仏堂であったと推定する考えである。康永元年（1342年）頃に等持院が諸山に叙せられた際に寺号を等持寺と定めたという。また、当院はそもそも仁和寺の一院であったが、暦応4年（1341年）に等持寺の別院となったともいう。
法勝寺の恵鎮（円観）が等持寺にて足利直義に『太平記』を見せたという逸話（『難太平記』）も、当時の等持寺が直義ゆかりの寺院であったことを示すものとされている。なお、後に直義は観応の擾乱によって滅亡し、三条坊門殿は尊氏の嫡男足利義詮の邸宅になり、等持寺も義詮が管理するところとなった。直義建立説によれば、一連の戦乱で等持寺も大きな被害を受けたために尊氏は同寺を足利氏の菩提寺に相応しいものにしようと大改築を行っているが、その際に寺伝を改竄して開山を夢窓疎石とするとともに、等持寺建立における直義と古先印元の事績を抹殺したとしている。
なお、直義の失脚前に古先印元の後任として明叟斉哲が等持寺に入ったことを示す史料（『賢俊僧正日記』貞和2年12月23日条）もあり、また、夢窓疎石の後も古源邵元や中巌円月のように夢窓疎石門下以外の禅僧が住持になった者もあり、夢窓派寺院として地位が確立されたのは青山慈永と黙庵周諭が続けて住持になってからとする指摘もある。
延文3年（1358年）に尊氏が亡くなり、別院北等持寺に葬られると北等持寺は尊氏の墓所となり、尊氏の戒名をとって名称を「等持院」と改称し、足利将軍家の菩提寺となった。
その後、長禄年間（1457年 - 1460年）に焼けたが、応仁の乱で柳馬場の本寺・等持寺が焼失したため、別院・等持院は本寺の等持寺を合併した。しかし、室町幕府の衰退に伴って次第に衰微していった。
慶長11年（1606年）、豊臣秀頼により片桐且元を奉行として再興される。
江戸幕府により寺領326石が安堵される。
文化5年（1808年）、火災によって多くの建物を焼失するが、文政年間（1818年 - 1831年）に復興する。しかし、明治時代になると多くの塔頭が廃された。
1921年（大正10年）、マキノ省三が等持院塔頭跡地に牧野教育映画製作所と映画撮影所を設けた。撮影所は1933年（昭和8年）まで存続した。
作家の水上勉は相国寺瑞春院を13歳で脱走後、17歳まで小坊主として当院に寄宿していた。その当時の留護は栂道節で、京都商業学校（現・京都学園高等学校）野球部にいた沢村栄治を東京巨人軍（現・読売ジャイアンツ）専務取締役市岡忠男に紹介している。
当院の南東にはかつての鎮守社である六請神社がある。

## 境内

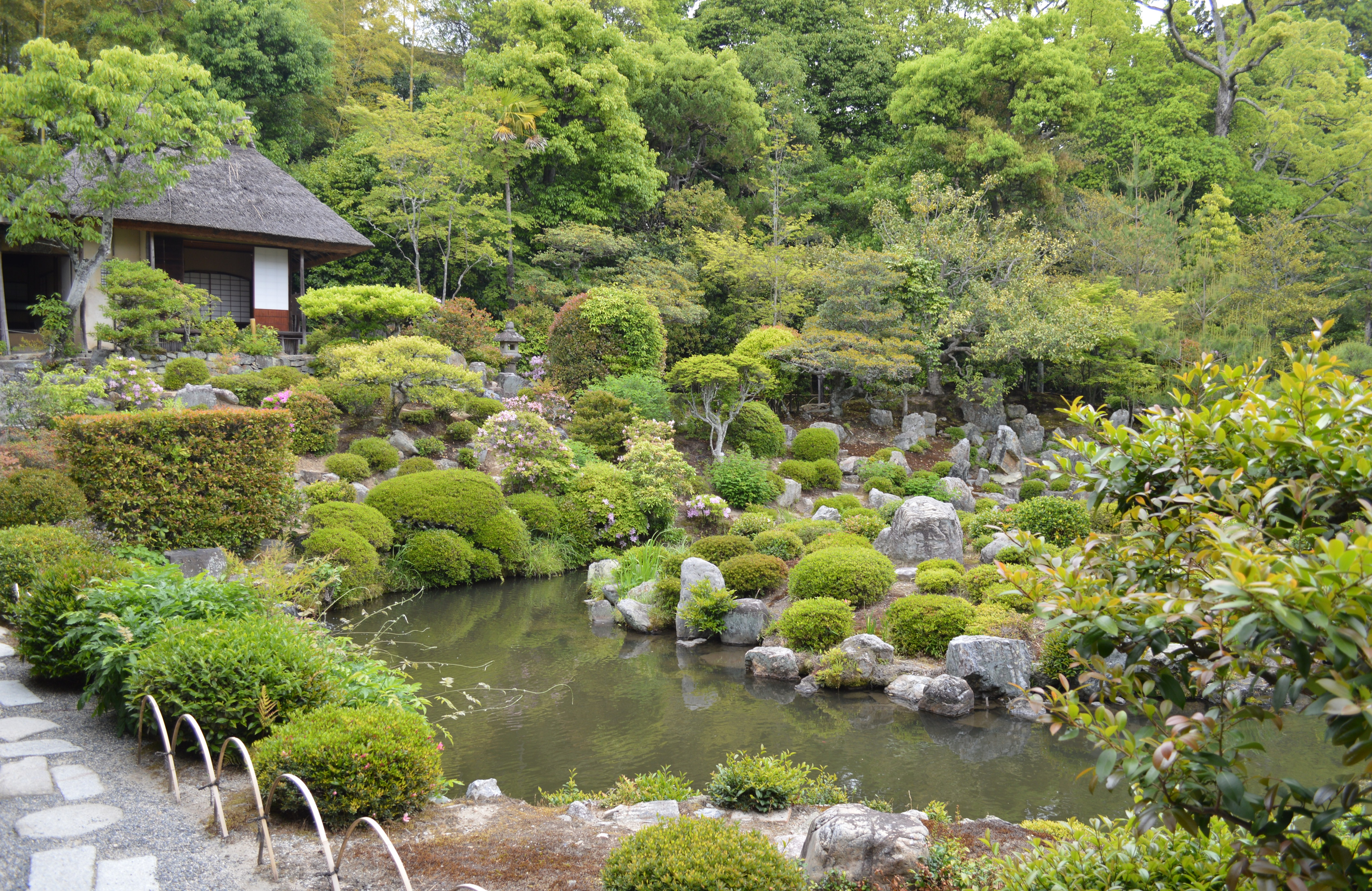
庭園「芙蓉池」と茶室「清漣亭」

- 方丈（本堂） - 元和2年（1616年）に福島正則が妙心寺塔頭海福院に建立したものを、文政元年（1818年）に当院に移築した。中央の仏間には、本尊釈迦如来坐像、大聖歓喜天像(聖天)、夢窓国師坐像が安置されている。襖絵は狩野興以の作。明治維新や映画撮影で一部破損してしまう。
- 方丈南庭
- 勅使門
- 霊光殿 - 方丈の東側に建つ。利運地蔵尊の他、足利将軍家歴代の木像、徳川家康の木像がある。
- 庫裏
- 書院
- 茶室「清漣亭」 - 足利義政好みの茶室。江戸時代初期に再建されたが元は康正3年（1457年）に義政が建てたもの。
- 等持院形石灯籠
- 十三重塔 - 室町幕府将軍十五代の供養塔。
- 庭園「芙蓉池」（京都市指定名勝） - 池泉回遊式庭園。西庭園。方丈北庭でもある。文化5年（1808年）の火災以後は荒廃していたが、昭和10年代前半に修復された。西庭園・東庭園は本来は衣笠山を借景としていたが、立命館大学衣笠キャンパスの拡充により校舎に眺めを遮られたため、現在では樹木を高く伸ばして校舎を隠している。
- 庭園「心字池」（京都市指定名勝） - 池泉回遊式庭園。東庭園。夢窓疎石作と伝えられる。池の中央に蓬莱島がありそこに妙音閣が建てられていたが、1950年（昭和25年）にジェーン台風によって倒壊した。現在は礎石が残る。
- 足利尊氏の墓 - 宝篋印塔。庭園と庭園の境にある。
- 山門
- 鐘楼
- マキノ省三の墓
- マキノ省三像
- 総門 - 山門から総門の間には墓地の他に民家が建ち並んでいる。かつての塔頭の跡地である。

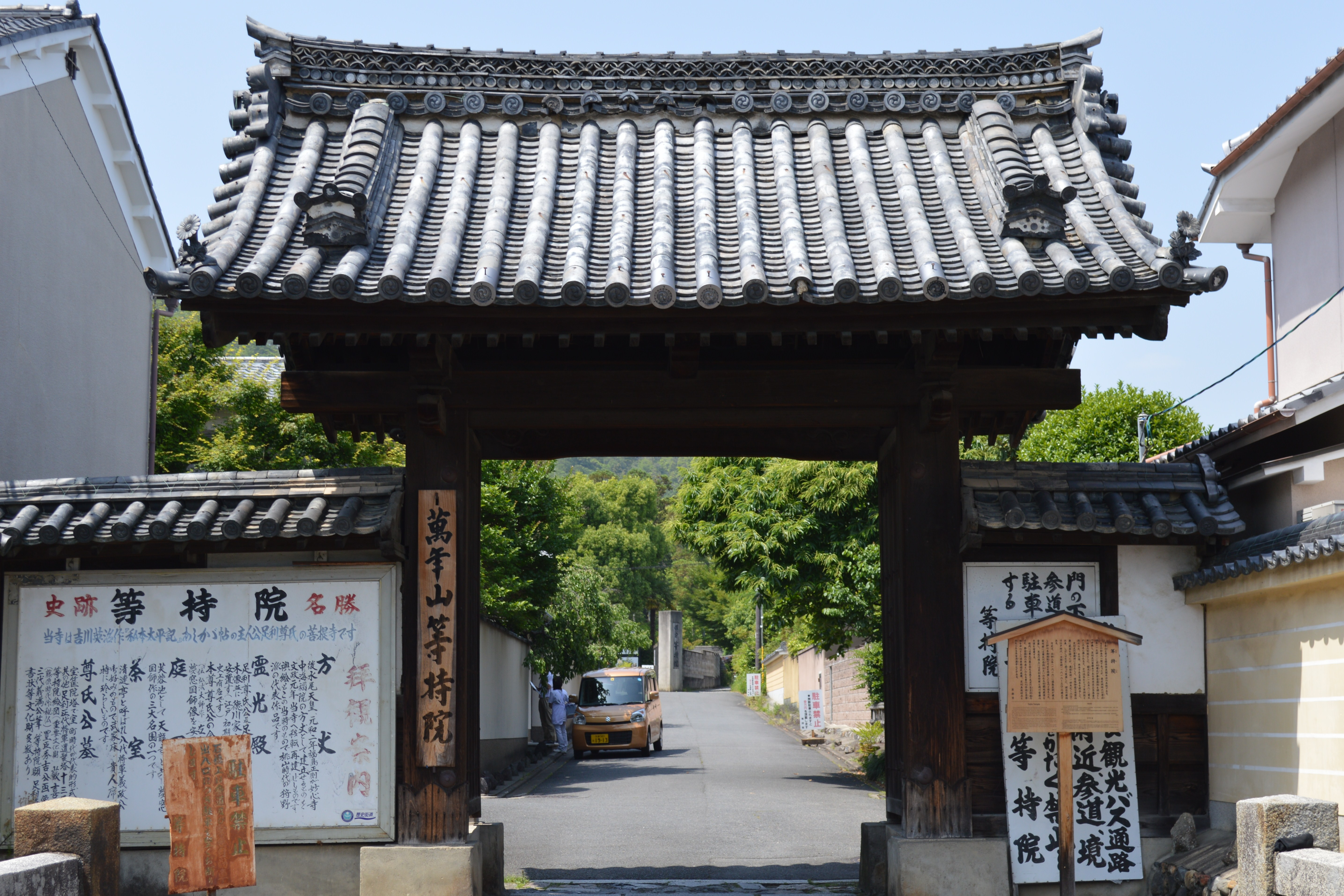
総門
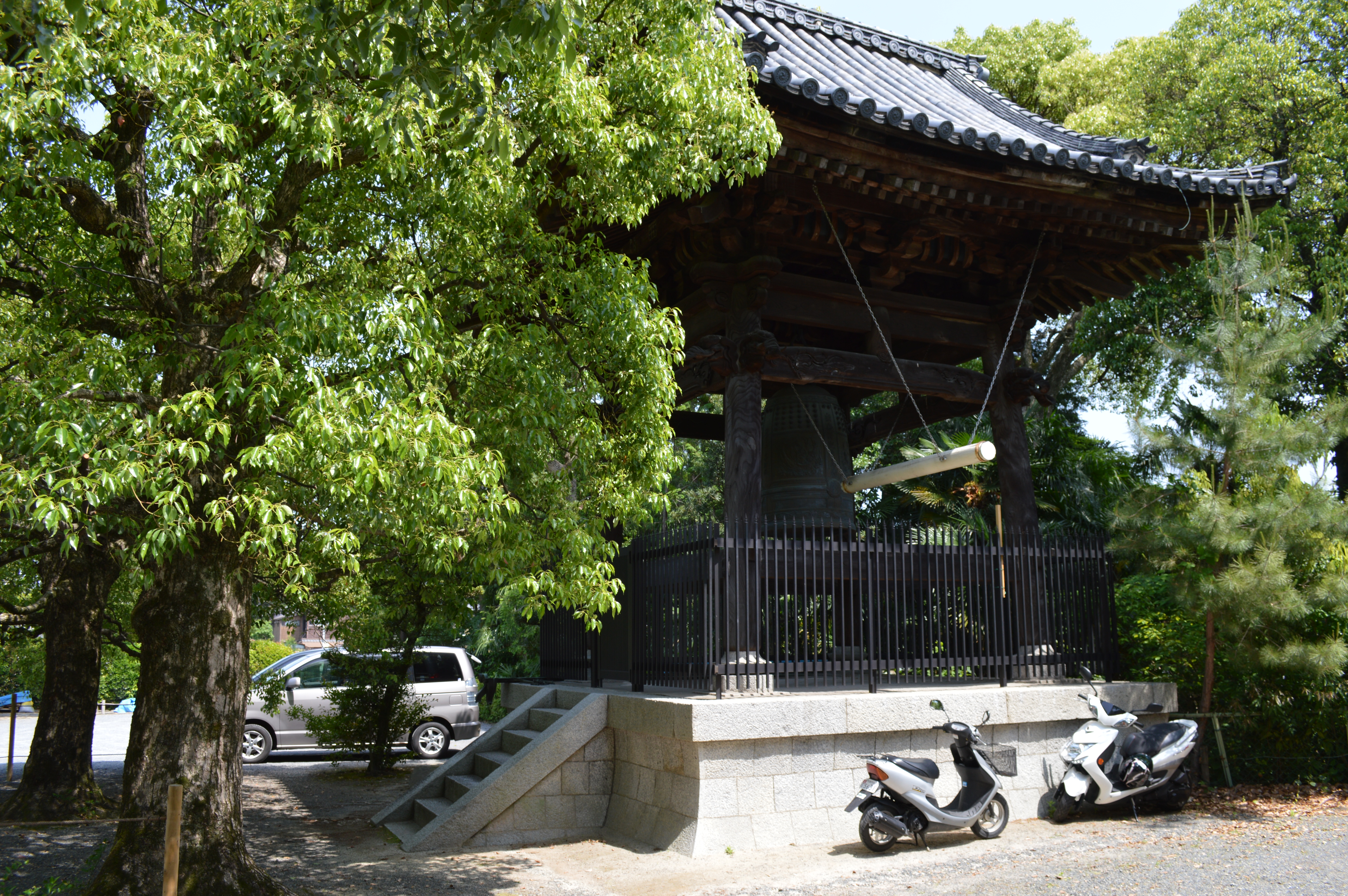
鐘楼
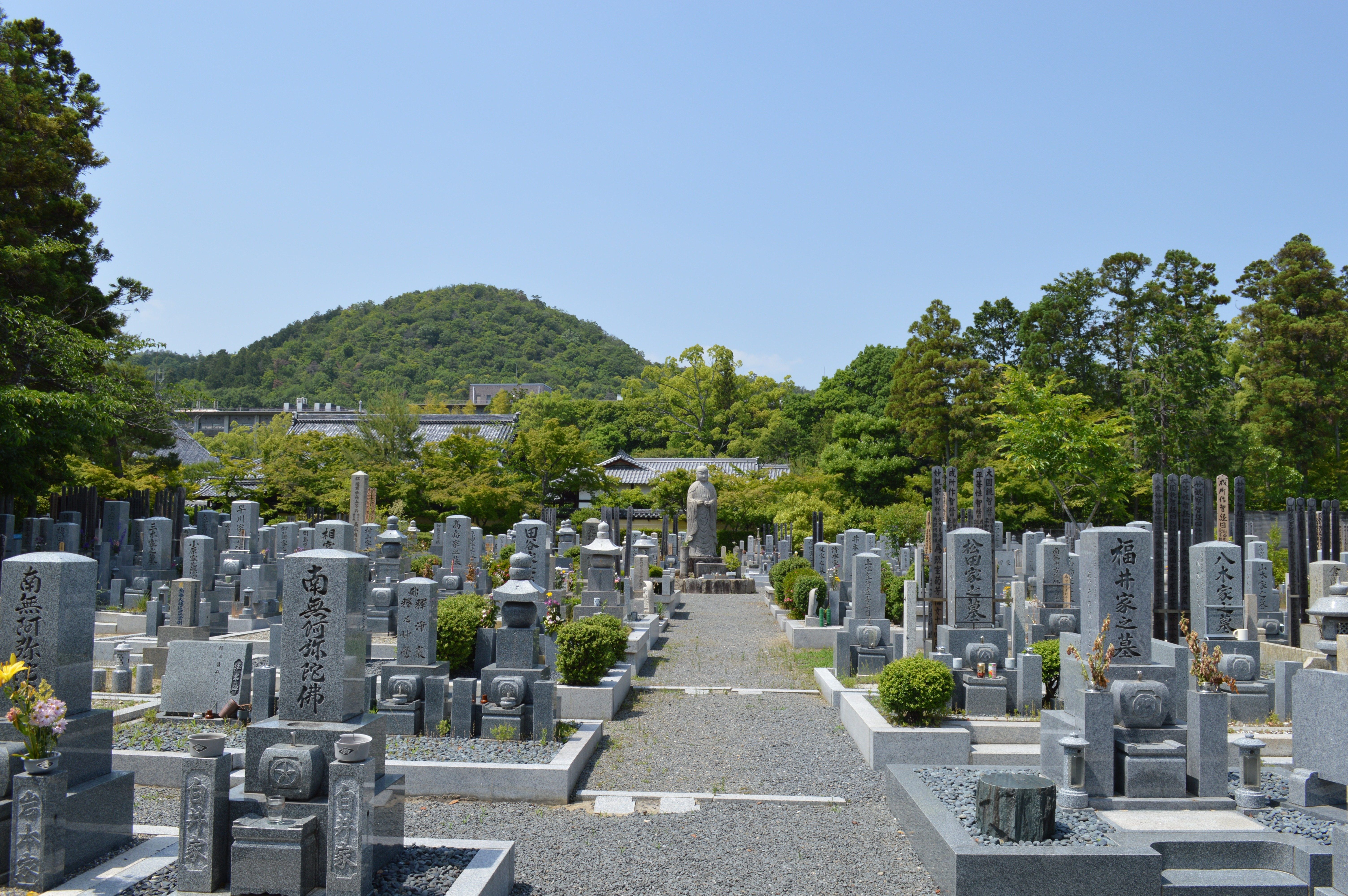
境内墓地
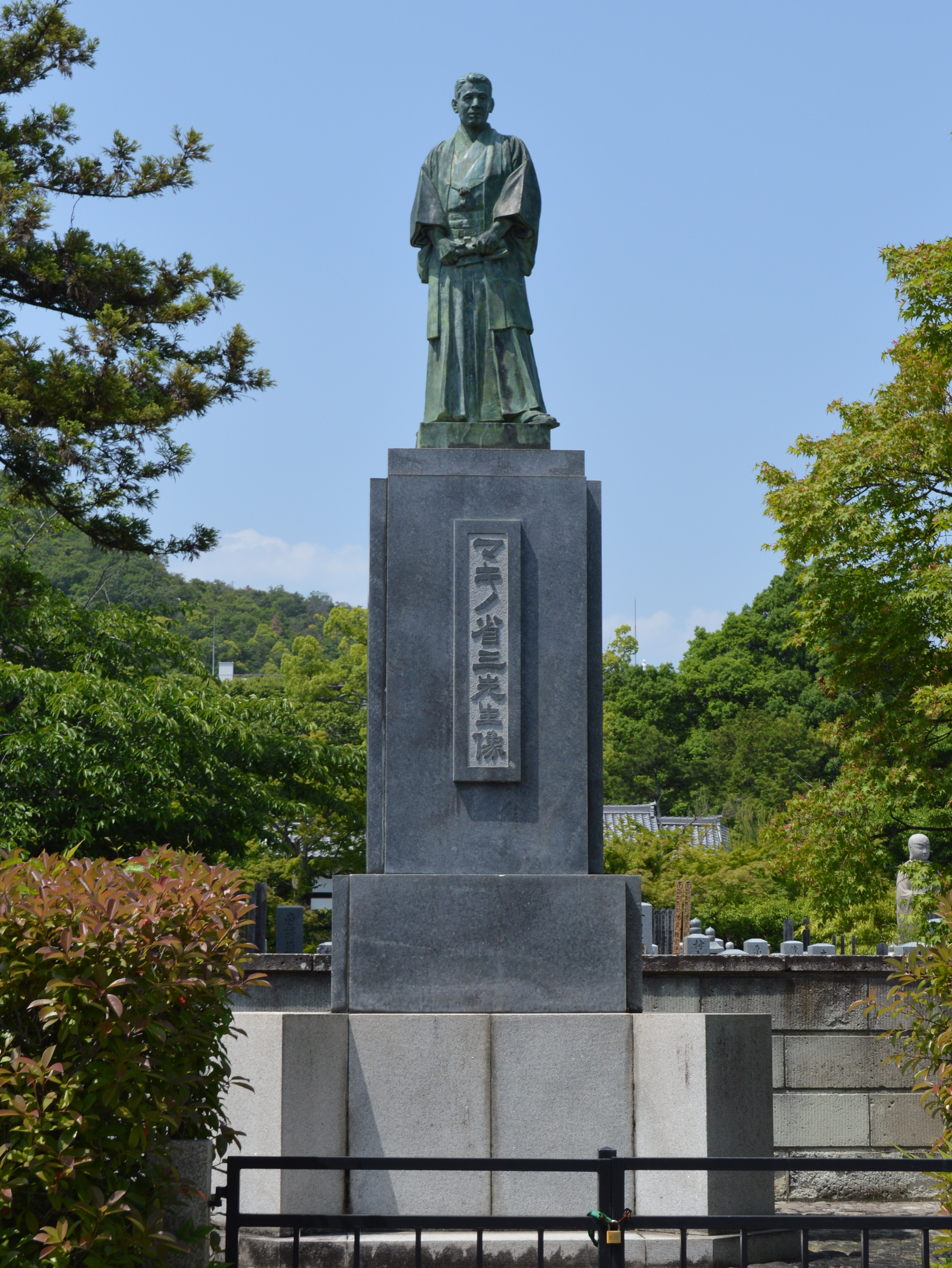
境内にある「マキノ省三先生像」

### 足利歴代将軍木像

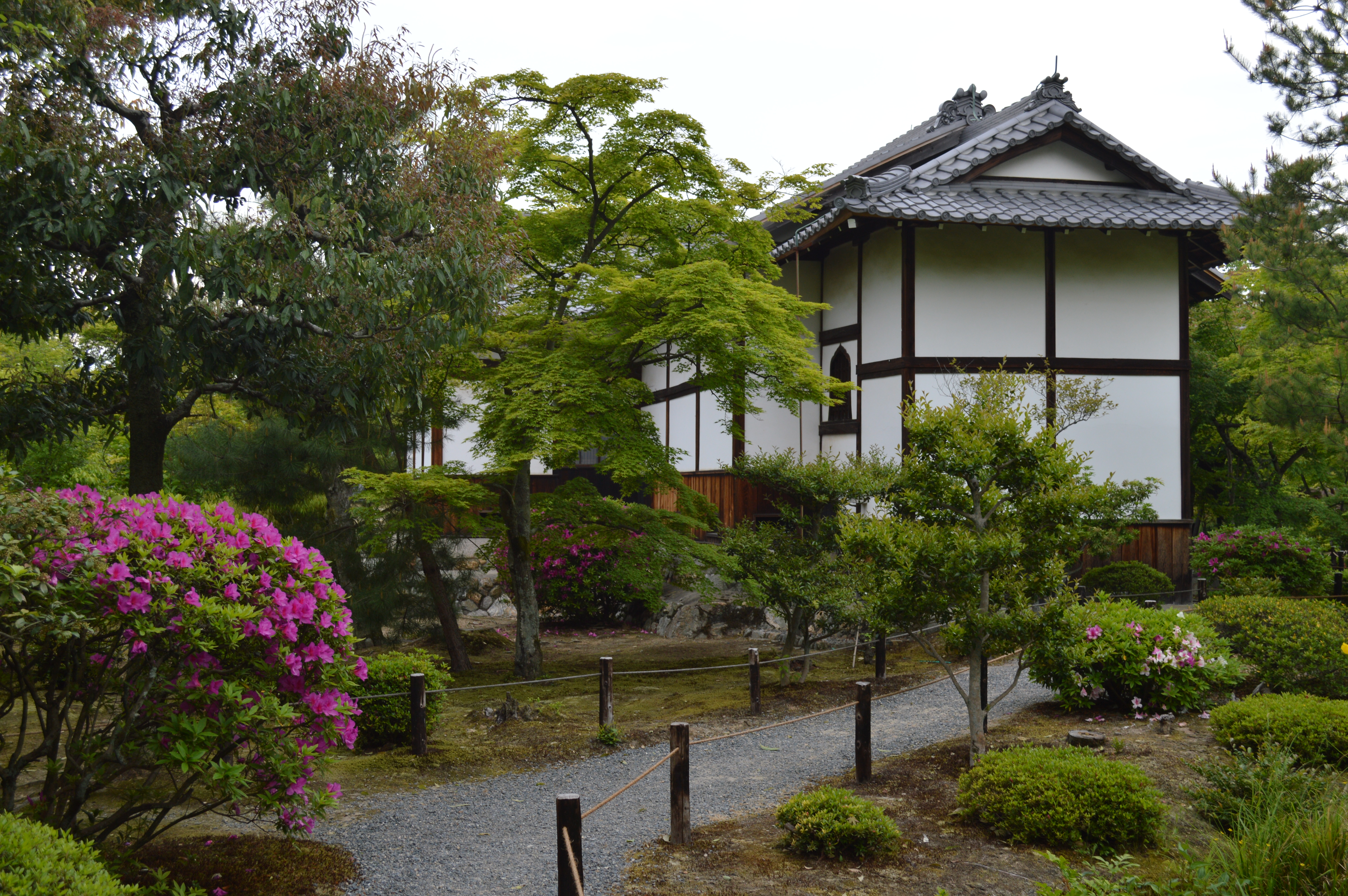
霊光殿

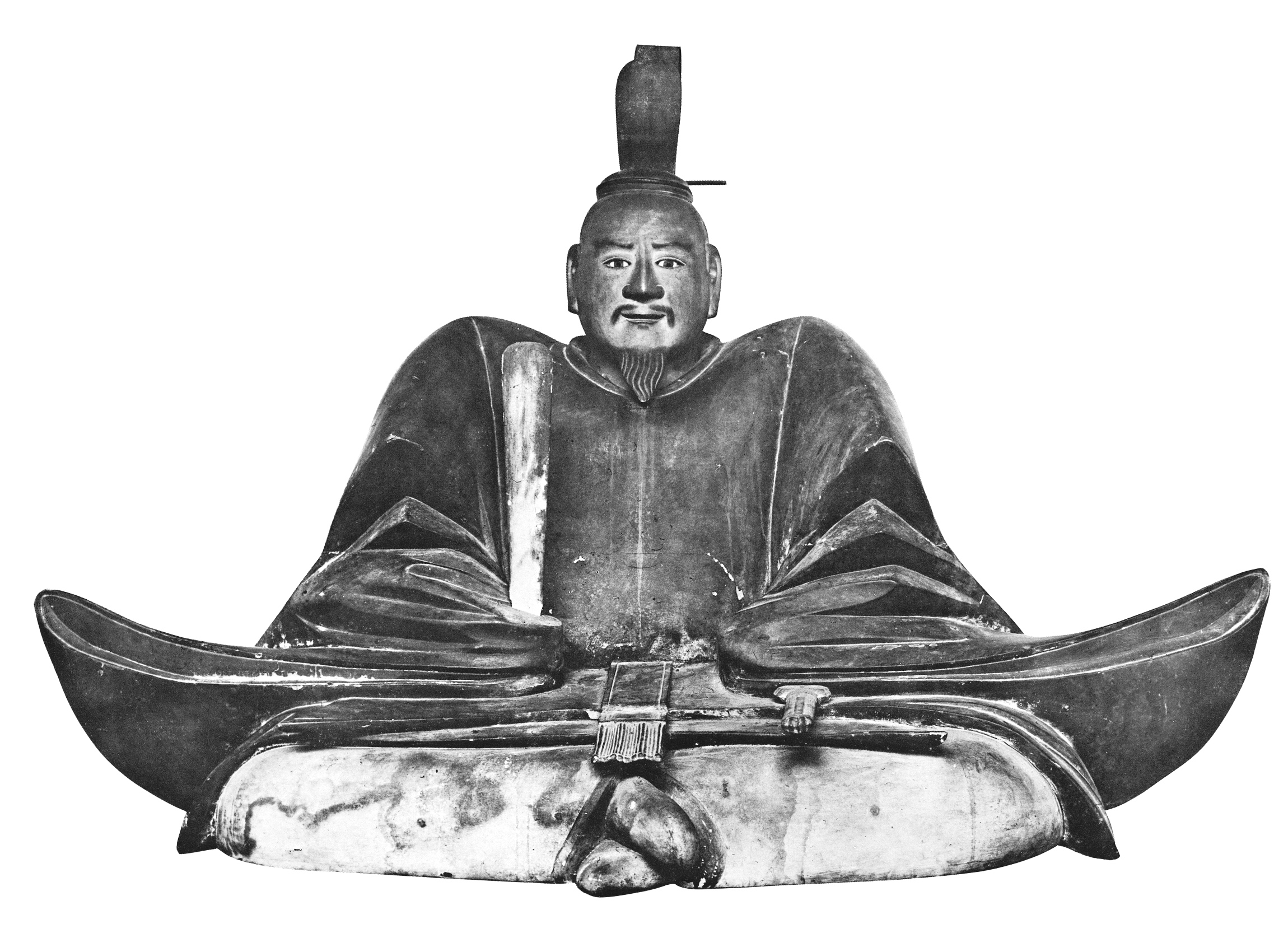
足利義昭像

霊光殿に安置されている足利歴代将軍木像は、以下のとおりである。ただし足利義量（第5代将軍）、足利義栄（第14代将軍）の木像はない。
- 向かって左壇（本尊に近い側から）
  - 初代将軍：足利尊氏（等持院）
  - 第2代将軍：足利義詮（寶篋院）
  - 第3代将軍：足利義満（鹿苑院）
  - 第4代将軍：足利義持（勝定院）
  - 第6代将軍：足利義教（普広院）
  - 第7代将軍：足利義勝（慶雲院）
  - 第8代将軍：足利義政（慈照院）
- 向かって右壇（本尊に近い側から）
  - 徳川家康（東照大権現）
  - 第9代将軍：足利義尚（常徳院）
  - 第10代将軍：足利義稙（恵林院）
  - 第11代将軍：足利義澄（法住院）
  - 第12代将軍： 足利義晴（萬松院）
  - 第13代将軍 ：足利義輝（光源院）
  - 第15代将軍：足利義昭（霊陽院）

家康像は、家康が42歳の時に厄落としのために作らせ、自らの祈祷所である石清水八幡宮豊蔵坊に置かれていたものであるが、明治時代の廃仏毀釈によって豊蔵坊が廃止されたために当院に移されたものである。
幕末の文久3年（1863年）2月22日、上記の足利尊氏・義詮・義満三代の木像の首が鴨川の河原にさらされる事件が発生する（足利三代木像梟首事件）。これは将軍（幕府）への批判ととらえられ、京都守護職の松平容保（会津藩主）は厳重な捜査を命じ、同年8月に犯人の一部が捕縛・処刑された。

## 文化財

### 重要文化財
- 紙本淡彩等持寺絵図

### 京都市指定有形文化財
- 方丈障壁画（狩野興以筆） 32面（絵画） - 江戸時代。1984年（昭和59年）6月1日指定[4]。
- 絹本著色豊臣秀吉像（慶長4年8月三章令彰の賛がある） 1幅（絵画） - 桃山時代。1995年（平成7年）3月30日指定[4]。

### 京都市指定名勝
- 等持院の庭園 - 2016年（平成28年）3月31日指定[5]。

### 京都市登録有形文化財
- 方丈障壁画（狩野興以筆） 34面3隻（絵画） - 江戸時代。1984年（昭和59年）6月1日登録[4]。